# Kinyarwanda
Kinyarwanda of Rwanda is een Bantoetaal met ongeveer 9,5 miljoen sprekers. Het is de nationale taal van Rwanda, en wordt ook gesproken in het zuiden van Oeganda en het oosten van de Democratische Republiek Congo.
Het verwante Kirundi is de nationale taal van het aangrenzende Burundi en verschilt minder van het Kinyarwanda
De classificatie van Rwanda is:
- Niger-Congo
  - Atlantic-Congo
    - Volta-Congo
      - Benue-Congo
        - Bantoid
          - Southern
            - Narrow Bantu
              - Central
                - Kinyarwanda

De talen Rwanda (Kinyarwanda), Rundi (Kirundi) en Ha (en nog enkele andere West-Tanzaniaanse talen) hebben van Guthrie allemaal de code D60 gekregen en zijn dan ook nauw verwant.